# Parantica
Parantica är ett släkte av fjärilar. Parantica ingår i familjen praktfjärilar.

## Bildgalleri

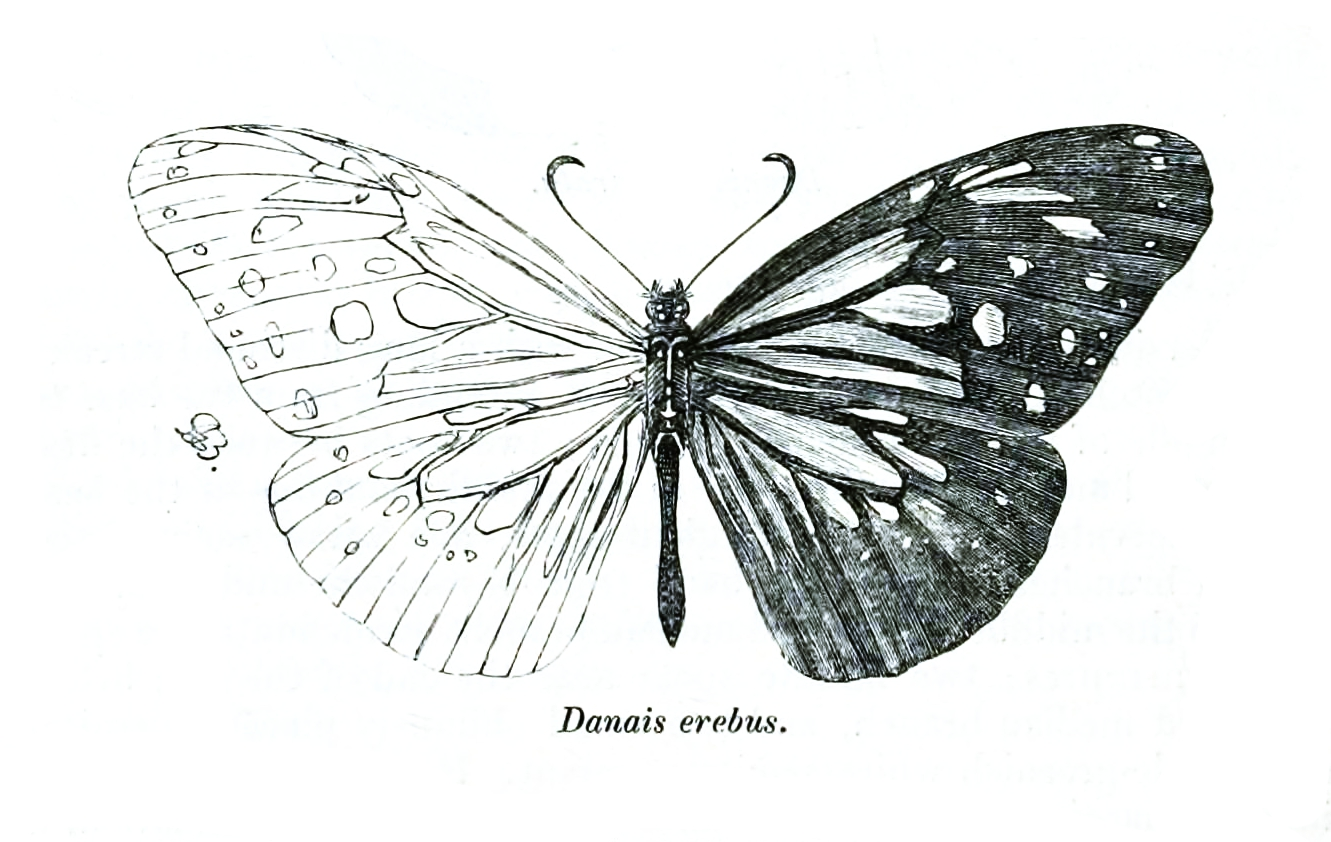
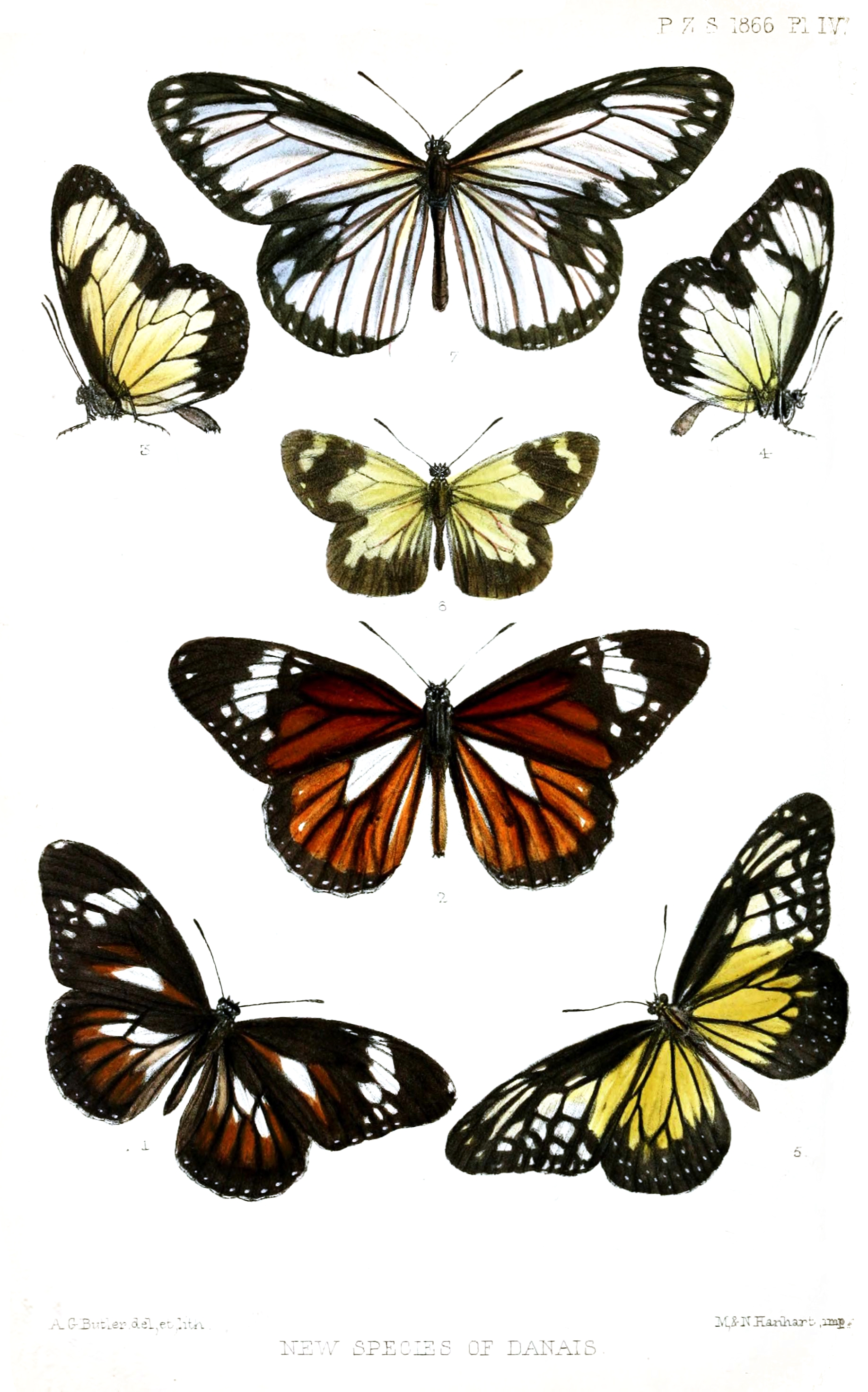

## Dottertaxa tillParantica, i alfabetisk ordning[1]
- Parantica adustata
- Parantica aglaia
- Parantica aglaioides
- Parantica aglea
- Parantica agleoides
- Parantica albata
- Parantica annetta
- Parantica apatela
- Parantica apoxanthus
- Parantica aspasia
- Parantica aurensis
- Parantica baliensis
- Parantica banksii
- Parantica borneensis
- Parantica caulonia
- Parantica cerilla
- Parantica ceylanica
- Parantica chrysea
- Parantica citrina
- Parantica cleona
- Parantica clinias
- Parantica commixta
- Parantica crocea
- Parantica crowleyi
- Parantica cythion
- Parantica dabrerai
- Parantica dannatti
- Parantica davidi
- Parantica decolorata
- Parantica dilatata
- Parantica distrata
- Parantica diutaensis
- Parantica dohertyi
- Parantica dorippa
- Parantica ephyre
- Parantica erebus
- Parantica erycina
- Parantica eryx
- Parantica ethologa
- Parantica eucleona
- Parantica flora
- Parantica flymbra
- Parantica formosana
- Parantica fumata
- Parantica funeralis
- Parantica furius
- Parantica garamantis
- Parantica gilva
- Parantica gloriola
- Parantica grammica
- Parantica grosesmithi
- Parantica hebridesia
- Parantica hypowattan
- Parantica kangeana
- Parantica keiensis
- Parantica kheili
- Parantica kirbyi
- Parantica kukenthali
- Parantica larissa
- Parantica loochooana
- Parantica lucida
- Parantica luciplena
- Parantica luciptena
- Parantica lutescens
- Parantica luzonensis
- Parantica maenius
- Parantica maghaba
- Parantica malindangenesis
- Parantica marcia
- Parantica mariana
- Parantica meeki
- Parantica melaneus
- Parantica melanoides
- Parantica melanoleuca
- Parantica melusine
- Parantica menadensis
- Parantica milagros
- Parantica mnasippus
- Parantica neopatra
- Parantica nilgiriensis
- Parantica niphonica
- Parantica nipponica
- Parantica odesia
- Parantica odrysia
- Parantica oenone
- Parantica oetakwensis
- Parantica omissa
- Parantica orientis
- Parantica paculus
- Parantica panaitius
- Parantica pedonga
- Parantica periphas
- Parantica philo
- Parantica philomela
- Parantica phormion
- Parantica phormis
- Parantica phyle
- Parantica plataniston
- Parantica praemacaristus
- Parantica pseudomelaneus
- Parantica pumila
- Parantica rita
- Parantica rookensis
- Parantica rotundata
- Parantica samsoni
- Parantica schenkii
- Parantica schoenigi
- Parantica shelfordi
- Parantica simonides
- Parantica sinopion
- Parantica siris
- Parantica sita
- Parantica sulewattan
- Parantica swinhoei
- Parantica szechuana
- Parantica talautica
- Parantica talboti
- Parantica taprobana
- Parantica terilus
- Parantica thalassina
- Parantica thargalia
- Parantica tigrana
- Parantica timorica
- Parantica tira
- Parantica tityoides
- Parantica toxopei
- Parantica tytia
- Parantica wallacii
- Parantica wegneri
- Parantica weiskei
- Parantica viridana
- Parantica vitrina